# ソビエト心理学
ソビエト心理学（ソビエトしんりがく）とは、旧ソビエト連邦（ロシア）で発展した心理学のこと。
「パブロフの犬」で知られるイワン・パブロフはソ連以前の人物であるが、ソビエト心理学の発展に多大な影響を与え、ウラジーミル・レーニンも彼を称賛していた。
ソビエト心理学の発展により、ヒトの心が正しく解明され、結果として社会変革が促される、という政治的な目標もあったとされている。

## 概要
ソビエト心理学は、「人間の心理とは物質の特性」としており、「精神は物体がない」という見方を厳しく退ける。人間はサルの親類であるという点から出発している。
ただ、ヒトの心は他の動物とは異なっており、ヒトは「社会的生物」であるとしており、このことについて解明するために弁証法的唯物論が取り入れられており、ソビエト心理学の中核になっている。

## 著名なソビエト心理学者
- レフ・ヴィゴツキー
- アレクセイ・ニコラエヴィチ・レオンチェフ
- アレクサンドル・ロマノヴィッチ・ルリヤ
- アルトゥール・ペトロフスキー
- 乾孝
- アレクサンドル・ザポロージェツ

など多数